# Cratylus (đối thoại)

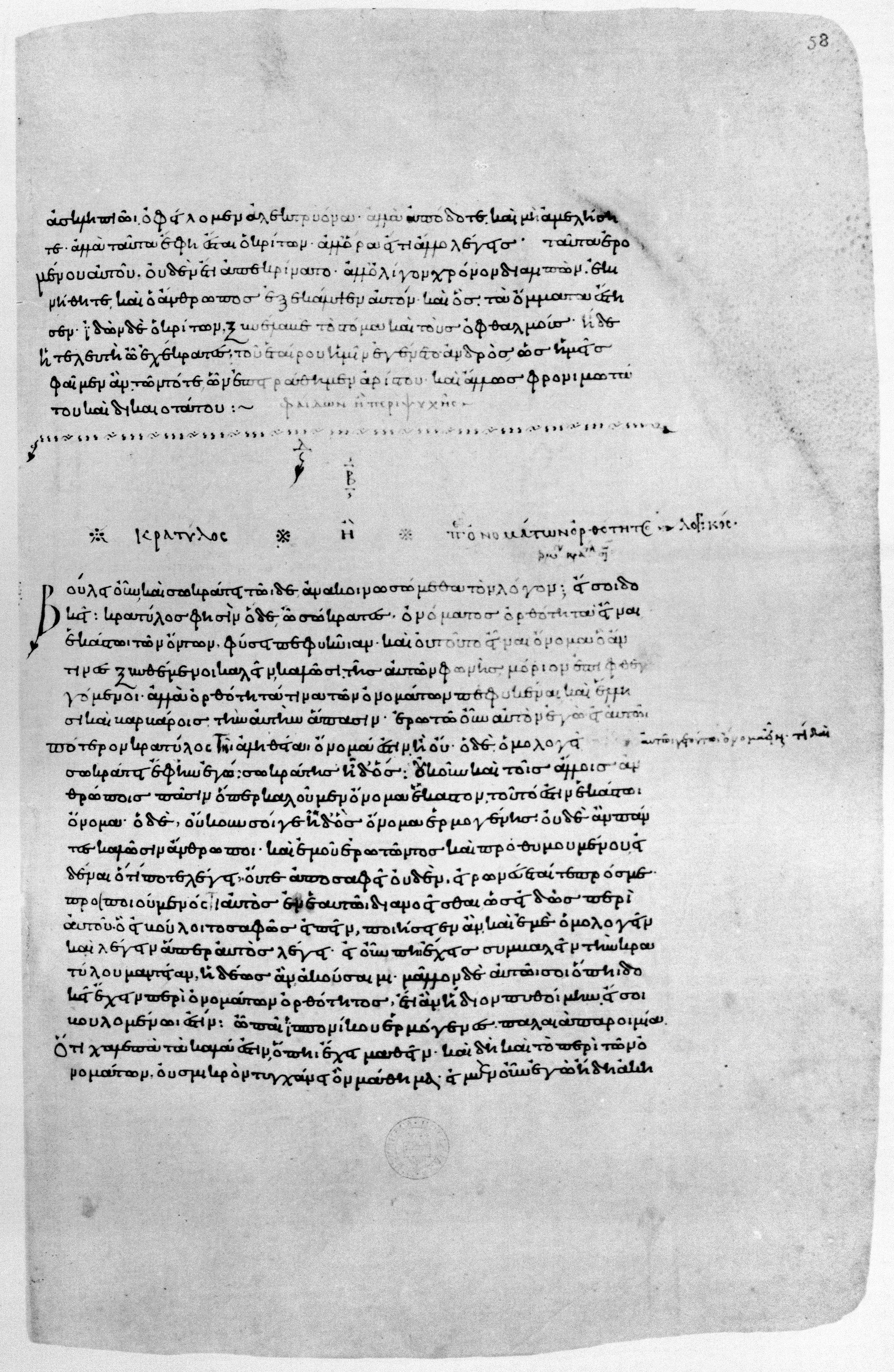
Phần mở đầu của Cratylus tiếng Hy Lạp. Bản thảo trong hình, có tên Codex Clarkianus, là bản thảo cổ nhất còn sót lại từ thời Trung Cổ. Nó được chép toàn bộ bằng tay vào khoảng năm 895 CN (Clarke 39, Thư viện Bodleian, Đại học Oxford)

Cratylus hay Kratylos (tiếng Hy Lạp cổ: Κρατύλος; tiếng Latinh: Cratylus) là một triết luận dạng đối thoại được sáng tác bởi triết gia Hy Lạp Platon. Nhiều học giả hiện đại coi tác phẩm này là khởi nguồn của triết học ngôn ngữ và ngôn ngữ học phương Tây. Nội dung tác phẩm xoay quanh cuộc đàm đạo về tên gọi (nói riêng) và ngôn từ (nói chung) giữa ba nhân vật chính: Socrates, người thầy của Platon; cùng với hai vị triết gia Cratylus và Hermogenes.
Vấn đề cốt yếu được thảo luận trong Cratylus đó là "tính chính đáng" của khẳng định đúng-sai, của các danh xưng và của các ký hiệu. Tức là, liệu rằng ngôn ngữ trực chỉ một sự vật có phản ánh đúng bản chất của sự vật ấy hay không, hay liệu rằng ngôn ngữ trực chỉ thực ra chỉ phản ánh cái quy ước nhân tạo chứ chẳng liên quan gì đến bản chất của sự vật. Nếu giả thiết mọi từ ngữ bao hàm chính xác bản chất của sự vật, thì việc nghiên cứu ngữ nguyên của các từ đơn lẻ, bằng cách lý giải ngữ nghĩa của chúng, sẽ cho phép ta rút ra được kết luận về bản chất của sự vật đó. Hai nhân vật đối thoại Cratylus và Hermogenes trong tác phẩm đại diện cho hai quan điểm xung khắc về ngôn ngữ đã nêu ở trên: Cratylus cho rằng ngôn từ đúng đắn là lẽ tự nhiên và rằng muốn miêu tả đúng đắn sự vật thì ngôn từ cũng phải chính xác (chủ nghĩa tự nhiên ngữ nghĩa), còn Hermogenes thì cho rằng ngữ nghĩa ngôn từ phụ thuộc vào các quy ước và chúng chẳng hề phản ánh đúng đắn bản chất sự vật (chủ nghĩa quy ước). Triết gia Socrates đóng vai trò trung gian, cân nhắc và phân tích nghiêm túc cả hai quan điểm.
Sau khi xem xét một hồi các giả thuyết, Socrates bác bỏ giả định mối liên kết giữa trực chỉ và sự vật chỉ dựa trên quy ước, tức là ông bác bỏ chủ nghĩa quy ước, theo đó thì các từ ngữ "đúng" một cách khách quan và do đó ta có thể biết được một sự thật cơ bản nào đó của sự vật. Song cũng theo quan niệm của Socrates, những người đầu tiên tạo nên từ ngữ hay "người tạo từ"/"người đặt tên" đã mắc nhiều sai lầm. Do vậy, ta không thể đơn thuần xem xét các từ và rút ra bản chất thực sự của chúng, ấy vậy nghĩa là các nhà triết học phải biết tự mình xem xét mọi thứ một cách độc lập với trực chỉ của chúng.
Cratylus được coi là một trong những tác phẩm khó đọc nhất của Platon. Các khảo cứu đương đại thừa nhận tầm quan trọng tiên phong của nó đối với triết học ngôn ngữ phương Tây. Những ý tưởng được cân nhắc trong cuộc đối thoại ít nhiều đại diện cho dạng thức đơn sơ của lý thuyết ký hiệu của ngôn ngữ.

## Bối cảnh
Cuộc tranh luận hư cấu trong Cratylus diễn ra tại thành quốc Athens vào thời điểm không được đề cập. Socrates trong tác phẩm có nhắc thoáng qua lệnh giới nghiêm ban đêm trên đảo Aigina, điều này chứng tỏ bấy giờ thành quốc này đang nằm dưới sự cai trị của Athens; tức cuộc đối thoại phải diễn ra sau năm 431 TCN. Cha của Hermogenes là Hipponikos xứ Alopeke dường như vẫn còn sống vào thời điểm đó bởi vì Socrates có nói rằng Hermogenes chưa được thừa kế gia tài. Vậy nên cuộc đối thoại có lẽ diễn ra vào khoảng giữa những năm 431-421 TCN, tức là giai đoạn đầu của chiến tranh Peloponnisos. Socrates (sinh vào khoảng năm 470 TCN) trong đoạn hội thoại có nói rằng ông cũng đã tương đối già rồi, thế nên thời điểm gần năm 420 TCN là điều khá hợp lý. Song theo một suy đoán khác thì Hermogenes có lẽ không thừa kế bất kỳ thứ gì mặc dù cha anh đã qua đời. Nếu vậy thì niên đại ở đây không phải là năm 421 TCN mà có thể rơi vào tầm năm 404 TCN, thời điểm mà cuộc chiến Peloponnisos kết thúc. Hai ước tính đây tạo thành biên trên và biên giới niên đại của cuộc hội thoại.
Cratylus và Hermogenes đều là những nhân vật lịch sử có thật sống cùng thời với Socrates. Cratylus sinh vào khoảng giữa thế kỷ thứ 5 TCN, tương truyền rằng ông là người rất tâm đắc đạo lý của triết gia tiền-Socrates Heraclitus. Hermogenes là tín đồ thân cận của Socrates, có mặt khi ông chịu án tử hình. Trong cuộc đối thoại, Cratylus và Hermogenes dường như đều là thanh niên.